# Cristóbal Hernández de Quintana

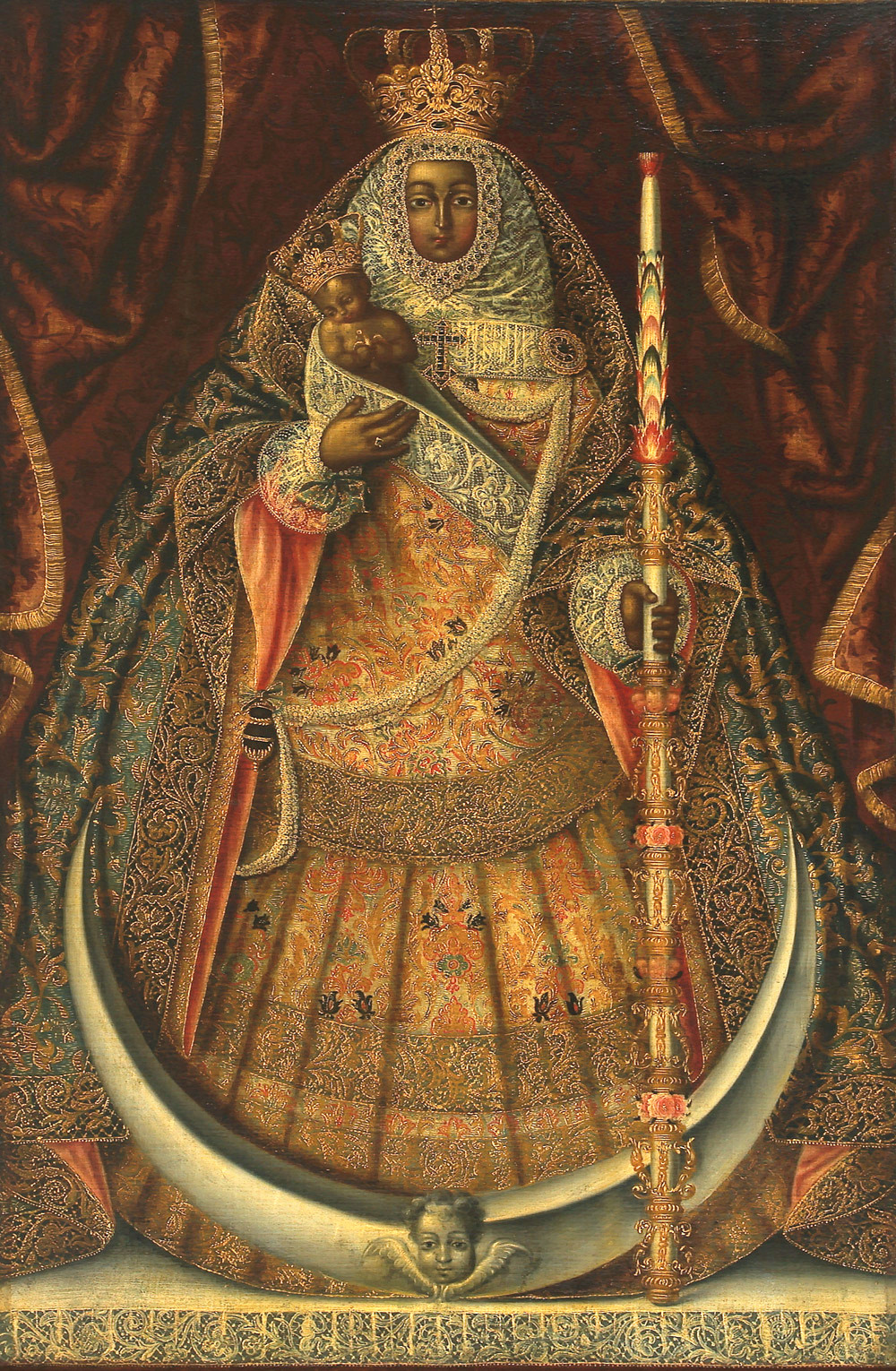
Vergine della Candelaria, opera di Cristóbal Hernández de Quintana, Museo de Arte de Ponce (Porto Rico)

Cristóbal Hernández de Quintana (La Orotava, 1651 – San Cristóbal de La Laguna, 1725) è stato un pittore spagnolo, tra i rappresentanti più importanti della pittura barocca nelle isole Canarie.

## Biografia
Cristóbal è nato nel 1651 a La Orotava, nel nord dell'isola di Tenerife.
Figlio illegittimo di una ricca famiglia della vicina città di Los Realejos, Cristóbal Hernández fu allevato da una mulatta. In data sconosciuta si trasferisce a Las Palmas de Gran Canaria, dove il 15 giugno 1671 sposa María Pérez de Vera e solo un anno più tardi, a poco più di 20 anni, viene accolto come apprendista nella sua bottega.
Alla morte di sua madre, nel 1679, torna a Tenerife, dove si stabilisce nella città di San Cristóbal de La Laguna, e nel 1686 si sposa in seconde nozze con María Perdomo de la Concepción. Da questo matrimonio nascono almeno sei figli.
Tra le sue opere principali spiccano quelle a soggetto religioso. Notevole è la pala d'altare dell'antica Basilica di Nostra Signora della Candelaria. Nel 1724 lavora al restauro di un dipinto di Juan de las Roelas di proprietà della Cattedrale di Santa Ana di Las Palmas.
Muore nel 1725 a San Cristóbal de La Laguna.